# Sécurité des collisions de particules au Large Hadron Collider

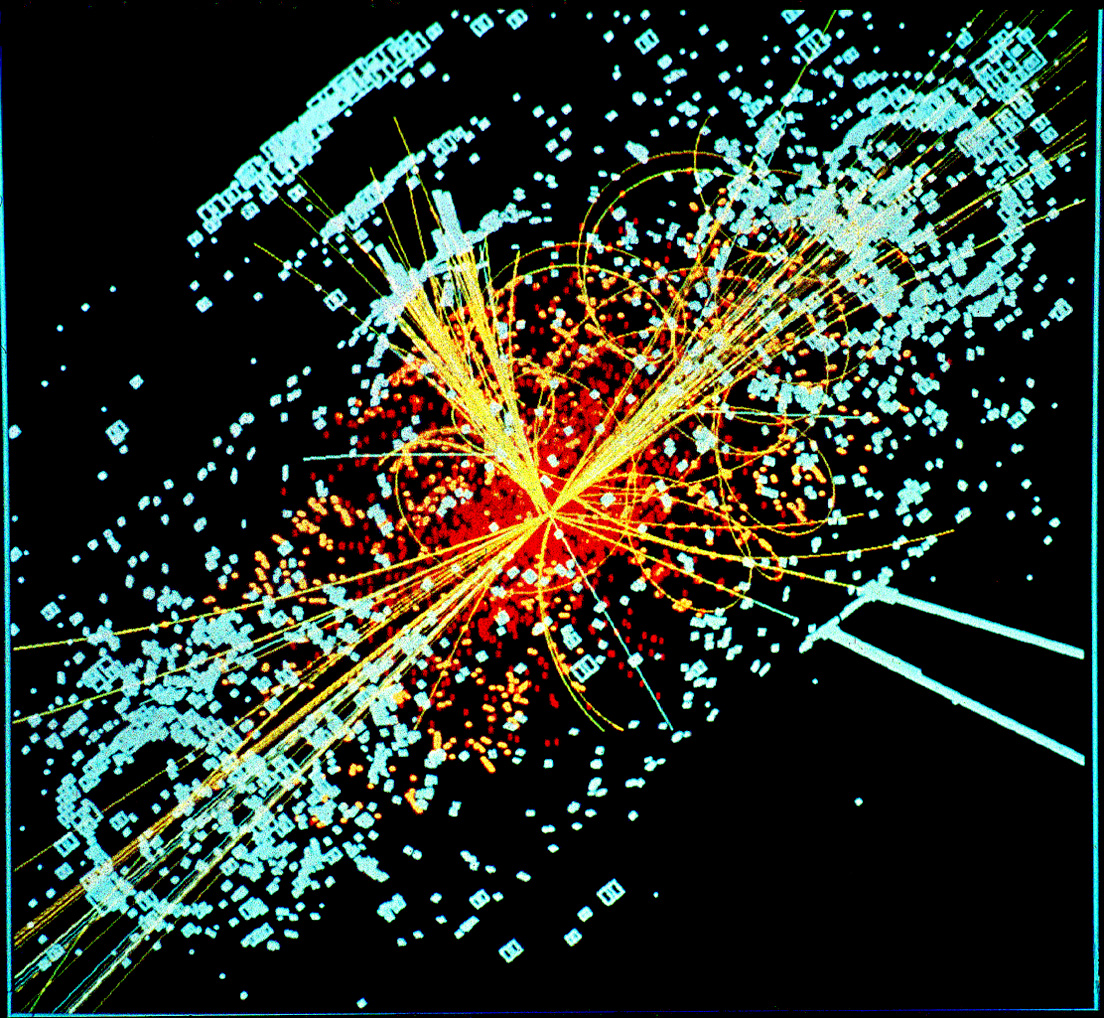
Une collision de particules simulée dans le LHC

Les médias, l'internet et les tribunaux se sont fait l'écho entre 2008 et 2010 de préoccupations au sujet de la sécurité des expériences sur la physique des particules prévues dans le Large Hadron Collider (LHC), le plus grand et le plus puissant accélérateur de particules du monde à ce jour, construit par l'Organisation européenne pour la recherche nucléaire (CERN) près de Genève en Suisse,. Les dangers supposés des collisions de particules au LHC réalisées à partir de l'automne 2009 sont des scénarios d'apocalypse impliquant la création de trous noirs et de particules hypothétiques nommées strangelets.
Pour répondre à ces préoccupations, le CERN a chargé un groupe de scientifiques indépendants d'examiner ces scénarios. Dans un rapport publié en 2003, ils ont conclu que, comme les expériences actuelles de particules tels que celles qui sont menées dans le Relativistic Heavy Ion Collider (RHIC), les collisions de particules ne posent pas de menace concevable. Un deuxième examen de la preuve demandée par le CERN a été publié en 2008. Le rapport, préparé par un groupe de physiciens non impliqués dans les expériences du LHC, a réaffirmé la sécurité des collisions du LHC à la lumière de nouvelles recherches menées depuis l'évaluation de 2003,.
Un comité du CERN composé de 20 scientifiques externes et par le Comité exécutif de la Division des particules et les champs de la Société américaine de physique a approuvé un rapport, et a été plus tard publié après avoir été passé en revue par les pairs de l'Institut de physique du Royaume-Uni qui a également approuvé les conclusions,.
Le rapport exclut tout scénario apocalyptique au LHC : les conditions physiques et des événements qui vont être créés au cours des expériences se produisent naturellement dans l'univers sans avoir des conséquences dangereuses.
Le 10 août 2008, Rainer Plaga, un astrophysicien allemand a publié un mémoire de recherche sur arXiv. Il conclut que les études de sécurité du LHC n'ont pas traité de la menace potentiellement catastrophique des trous noirs microscopiques et le danger de radiations de Hawking émises par les trous noirs.
Otto Rössler, professeur de chimie à l'université de Tübingen estime que les micro trous noirs créés au LHC pourraient croître exponentiellement.

## Actions en justice
Le 21 mars 2008, une demande en référé visant à stopper le démarrage du LHC a été déposée par Walter L. Wagner et Luis Sancho contre le CERN et ses collaborateurs américains, le ministère de l'Énergie des États-Unis, le National Science Foundation et le Fermi National Accelerator Laboratory devant la United States District Court pour le district de Hawaï,. Les demandeurs ont demandé une injonction contre l'activation du LHC pour 4 mois après la délivrance du LHC Safety Assessment Group (LSAG) le plus récent dossier de sécurité, et une injonction permanente jusqu'à ce qu'il soit démontré que le LHC est raisonnablement sûr selon les normes industrielles. La Cour fédérale des États-Unis prévue du procès, à commencer 16 juin 2009.
Le LSAG examen, publié le 20 juin 2008, après examen extérieur, a trouvé "aucune base pour des inquiétudes sur les conséquences des nouvelles formes de particules ou de la matière qui pourraient être produites par le LHC." Le gouvernement américain, en réponse, a demandé le renvoi sans préavis de la poursuite contre le gouvernement en tant que défendeur inopportun en raison de l'expiration d'un délai de six ans de prescription (puisque le financement a commencé en 1999 et a été essentiellement achevé), et a aussi qualifiés les risques mentionnés par les plaignants "trop spéculatifs et pas crédibles". Hawaii Le tribunal de district a entendu la motion du gouvernement de rejeter le 2 septembre 2008, et le 26 septembre, la Cour a émis une ordonnance accordant la requête en irrecevabilité au motif qu'elle n'avait pas compétence sur le projet LHC.
Le 26 août 2008, un groupe de citoyens européens, dirigé par Otto Rössler, a déposé une plainte contre le CERN devant la Cour européenne des droits de l'homme, à Strasbourg, alléguant que le Large Hadron Collider pose de graves risques pour la sécurité des 27 pays membres de l'Union européenne et de leurs citoyens. La demande d'injonction a été rejetée sommairement le 26 août, laissant toujours en suspens le cas où elle viole les droits à la vie.
Fin 2009, un avocat, Eric Johnson, a établi une chronique juridique dans une revue juridique Tennessee Law Review,,. En février 2010, un résumé de l'article de Johnson a été publié dans la revue New Scientist.
En février 2010, la cour constitutionnelle allemande (Bundesverfassungsgericht) a rejeté la demande d'examen d'une pétition qui réclamait l'arrêt du Large Hadron Collider. Elle a déclaré que ses opposants n'avaient pas réussi à rendre plausible leur théorie.

## Échos dans les médias
La question de la sécurité au LHC a retenu l'attention de nombreux médias,. De nombreux journaux ont évoqué ces peurs d'apocalypse liées au LHC. On peut citer The Times, The Guardian, The Independent, The Sydney Morning Herald, et le Time.
Les tabloids se sont également emparé de cette question. Le Daily Mail a ainsi écrit « Allons-nous tous mourir vendredi prochain ? »
Le 10 septembre 2008, une adolescente de 16 ans qui habitait à Sarangpur dans l'État du Madhya Pradesh en Inde s'est suicidée, après avoir été perturbée par une émission de l'Indian news channel (Aaj Tak) qui présentait le LHC.